# Lenguas arauanas
Las lenguas arauanas o arawás son una familia de lenguas indígenas de la selva amazónica del occidente de Brasil y una parte limítrofe de la provincia peruana de Purús (selva amazónica suroccidental). La familia toma su nombre de una lengua actualmente extinta de la familia, el arawá.

## Clasificación

### Clasificación interna
Las lenguas y dialectos conocidos de la familia arawá se pueden agrupar en 6 idiomas diferenciados (las cifras entre paréntesis son el número de hablantes):
A. Paumarí c. 870 hablantes (1984).
B. Madí, c. 480 (2005), del que se conocen tres dialectos estrechamente emparentados:
1. Jarawára (c. 180) (también conocido como Jaruára, Yarawara)
2. Jamamadí (c. 190) (también conocido como Yamamadi)
3. Banawá (c. 100)
C. Sorowahá c. 130 (1995). (también conocido como Suruahá o Zuruahá)
D. Dení-Kulina 
1. Dení c. 750 (2002).
2. Kulina c. 780-1.265 (1997); 2.940 (2002). (también conocido como Culina-Madijá, Culina)
E. Arauá (también conocido como Arawá, Arua) (†, extinguido en 1877, a causa del sarampión)
Además de estos grupos Kaufman (1994) añade el Kanamanti como un subrupo de madi, aunque ni Dixon (1999) ni Gordon (2005) listan dicha variante, ya que consideran que se trata de un nombre alternativo del Jamamadi. Los Zuruahá o Sorowahá, fueron contactados por primera vez en 1980, por Dan Everett, a una excursión de 3 días a partir del territorio de los Dení. Los primeros datos de la lengua fueron recogidos en 1994.

### Relación con otras lenguas
R. M. W. Dixon realizó trabajo de campo sobre estas lenguas y como otros muchos lingüistas consideró a estas lenguas como una familia independiente, no emparentada con otras familias vecinas. Por otra parte, frecuentemente se engloba a las lenguas arauanas dentro de una hipotética familia macro-arawakana y algunos como parte de una macrofamilia con las lenguas tukano. Sin embargo, la evidencia en favor de estas dos últimas hipótesis es débil. Más recientemente W. Adelaar (2000) y M. Jolkesky (2011) han aportado evidencia en favor de una familia harákmbet-katukina-arauana y parece un hipótesis prometedora.

## Descripción lingüística

### Léxico comparado
Dixon (1999) proporciona la siguiente tabla de pronombres personales:
|        | Dení | Kulina | Madí | Yaruara | Sorowahá | PROTO- ARAUANO |
| ------ | ---- | ------ | ---- | ------- | -------- | -------------- |
| 'yo'   | owa  | owa    | owa  | owa     | aro      | *o-wa          |
| 'tú'   | tia  | tiwa   | tiwa | tiwa    | taa      | *ti-wa         |
| 'él'   | poni | poni   | hini | hine    | ini      | *po-ni         |
| 'ella' | poa  | powa   | __   | hiwa    | __       | *po-wa         |
Los numerales en diferentes lenguas arauanas son:
|     | Dení        | Kulina | Yamamadí             | Yaruára | Banawá    | Sorowahá    | Paumarí                     | PROTO- ARAUANO |
| --- | ----------- | ------ | -------------------- | ------- | --------- | ----------- | --------------------------- | -------------- |
| '1' | uhari-aru   | ohari- | ohari (m)/ ohare (f) | ohari   | owaria    | wan-zɨ      | hoara-na (m) / hoara-ni (f) | *ohari-        |
| '2' | pama-ru     | pama-  | fame (m)/ fama (f)   | ɸama    | fama      | uhwama-zɨ   | ɓami-ki                     | *pama-         |
| '3' | 2-S1 + 1-S2 |        | 2 one 1-S1           |         | 2 one 1   | 2-S1 + 1-S2 | a-hoara-bakosiki            | *2+1           |
| '4' | 2-S3 + 2-S3 |        | 2 one 2-S2           |         | 2-S1 2-S1 | 2 'pares'   | aako-ɓama-hakhamaki         | *2+2           |